# Посета младе даме
„Посета младе даме” је југословенски ТВ филм из 1966. године. Режирао га је Србољуб Станковић а сценарио је написао Брана Црнчевић.

## Улоге
| Глумац         | Улога |
| -------------- | ----- |
| Добрила Матић  | Мајка |
| Виктор Старчић | Деда  |